# Raróg górski
Raróg górski (Falco biarmicus) – gatunek ptaka z rodziny sokołowatych (Falconidae). Zamieszkuje Afrykę, południową Europę i Azję Zachodnią. Raz stwierdzony w Polsce. Nie jest zagrożony wyginięciem.

## Występowanie
Raróg górski występuje w południowej Europie, prawie całej Afryce i wyspowo w zachodniej Azji – w Arabii i Azji Mniejszej. To jedyny duży sokół, który zamieszkuje tak południowo położone części świata. Europejskie szczątkowe populacje ulokowane są w Chorwacji, południowych Włoszech (w tym na Sycylii) i Grecji (zachodnie i południowe Bałkany). W Europie Środkowej pojawia się sporadycznie, rzadko na terenach na północ od basenu Morza Śródziemnego.

Na wszystkich obszarach, gdzie żyje, jest uznawany za ptaka rzadkiego. Niektórymi z przyczyn takiego stanu jest rzadko spełniony wymóg dużego terytorium, a także działanie człowieka, który tępiąc tego drapieżnika przyczynia się do jego niskiej liczebności.
Jedyne stwierdzenie w Polsce miało miejsce w sierpniu 2015 roku w Chawłodnie w woj. wielkopolskim, kiedy to zaobserwowano osobnika młodocianego. Początkowo Komisja Faunistyczna Sekcji Ornitologicznej Polskiego Towarzystwa Zoologicznego zakwalifikowała to jako pojaw nienaturalny (kategoria E w klasyfikacji AERC). W styczniu 2023 roku, po ponownym przeanalizowaniu przypadku, Komisja Faunistyczna przesunęła stwierdzenie do kategorii A (pojaw naturalny) i wciągnęła raroga górskiego na Listę awifauny krajowej.

## Systematyka
Wyróżnia się 5 podgatunków F. biarmicus:
- F. b. feldeggii Schlegel, 1843 – Włochy do Turcji, Azerbejdżanu i północno-zachodniego Iranu
- F. b. erlangeri O. Kleinschmidt, 1901 – północno-zachodnia Afryka
- F. b. tanypterus Schlegel, 1843 – północno-wschodnia Afryka do Arabii, Izraela i Iraku
- F. b. abyssinicus Neumann, 1904 – południowa Mauretania do Etiopii i Somalii, na południe po Kamerun i północną Kenię
- F. b. biarmicus Temminck, 1825 – Demokratyczna Republika Konga do południowej Kenii i na południe do RPA

## Charakterystyka

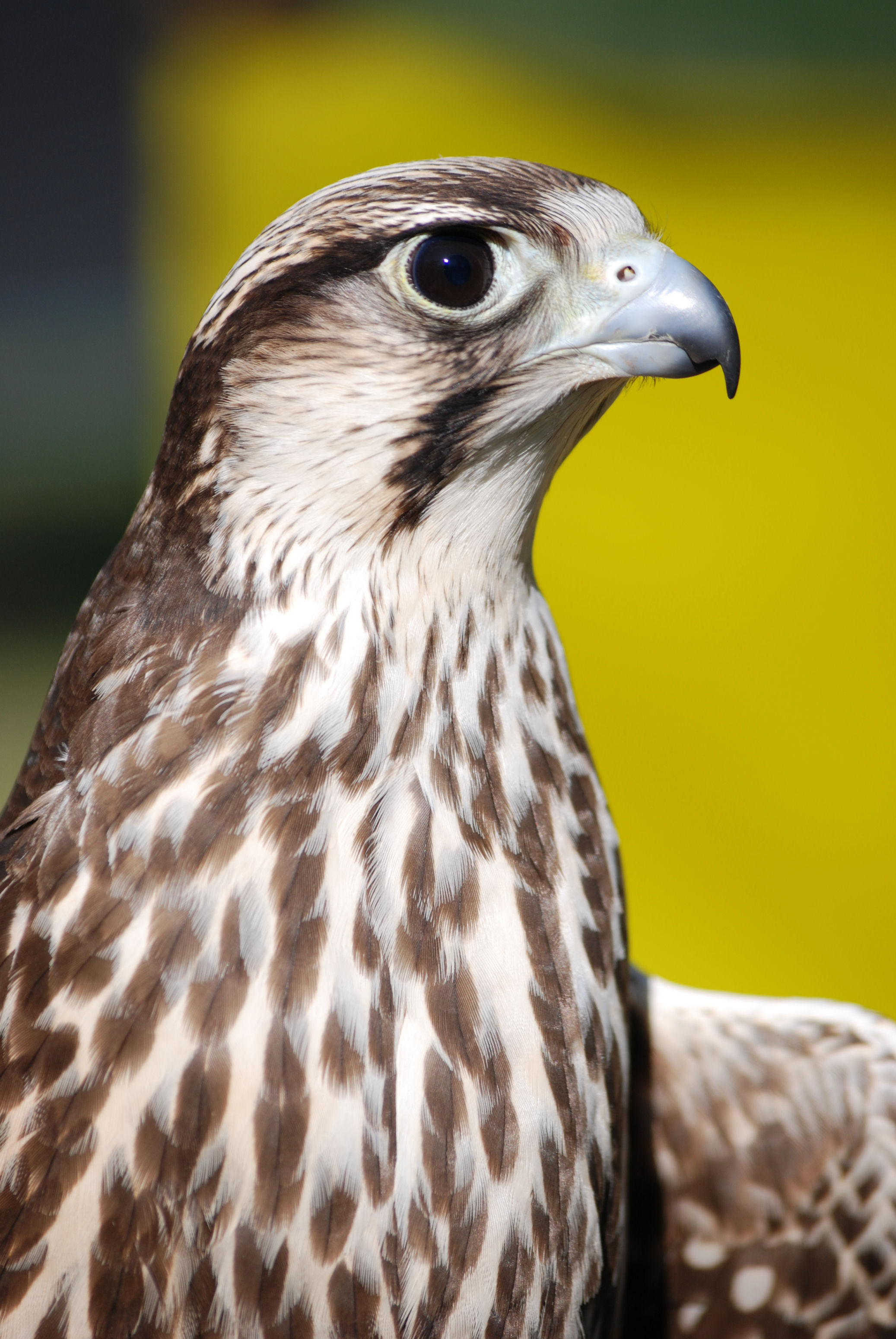
Głowa raroga górskiego w 1. roku życia

Ptak ten, w sokolnictwie nazywany lanerem, ma najsmuklejszą sylwetkę wśród dużych sokołów. Upierzenie barwy brązowej, czubek głowy (potylica i kark) rdzawy, ciemne pasy w pobliżu oczu i wąskie „wąsy” na policzku. Na wierchu (bardziej) i spodzie ciała mocno zaznaczają się prążki. Samica wyraźnie większa od samca. Młode osobniki są upierzone mniej kontrastowo, ubarwione są bardziej jednolicie i mają brunatny nalot. Na tyle głowy widać jasnobrązowe kreskowanie, na grzbiecie jednolicie ciemnobrązowe pióra, a na spodzie białe z podłużnymi plamkami. Z bliska niewyrośnięte młode raroga i raroga górskiego są możliwe do odróżnienia.

W porównaniu z sokołem wędrownym ma dłuższe ogon i skrzydła, które są bardziej równomiernie szerokie. W powietrzu macha nimi wolniej. Ma ciemniejszy wierzch niż nieco większy raróg zwyczajny – górski: niebieskoszary z ciemnymi prążkami, a zwyczajny: brunatny. W locie oba te spokrewnione gatunki są trudne do rozróżnienia, zwłaszcza na Bałkanach i innych regionach, gdzie współwystępują. Osiąga wielkość wrony.

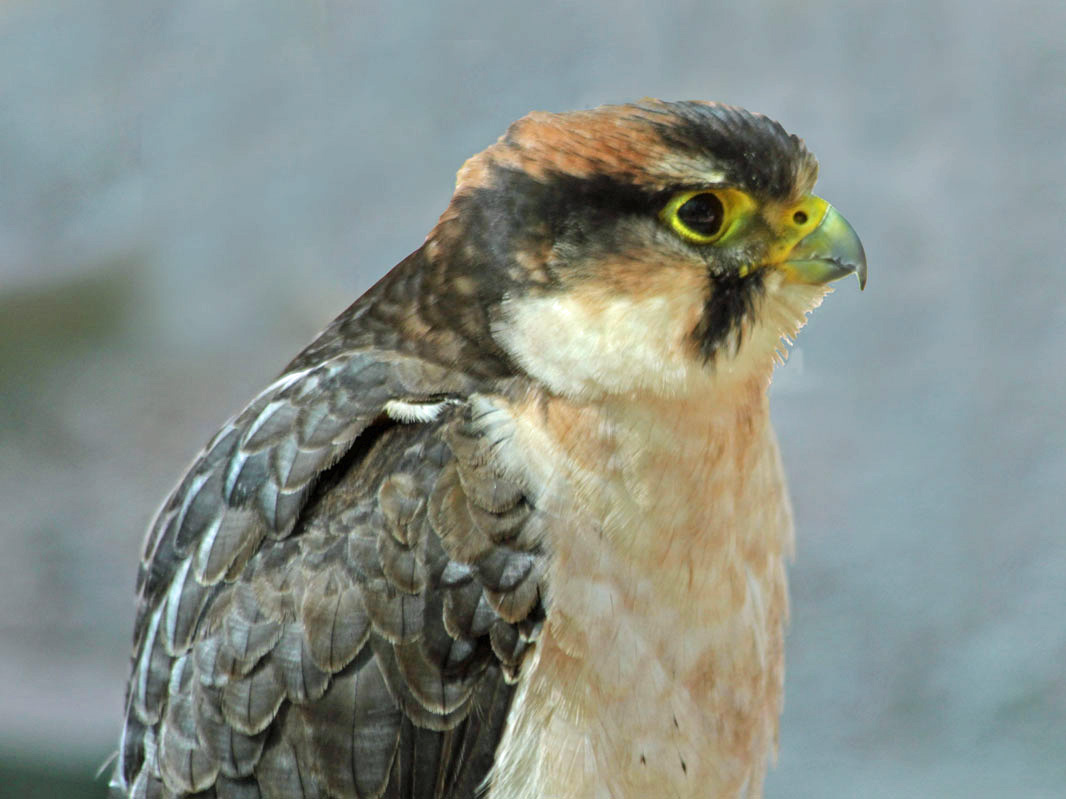
Na potylicy i karku raroga górskiego widać rdzawy pasek, Południowa Afryka

### Wymiary średnie
Długość ciała43–50 cm
Rozpiętość skrzydełsamiec około 100 cm 
samica 110–115 cm

### Masa ciała
700–900 g

## Biotop
Zamieszkuje różne typy biotopów – od nizinnych pustyń po górskie lasy. Odnotowywany był aż do 5000 m n.p.m.

## Pożywienie
Poluje na ptaki wielkości gołębia, łapie je zarówno na ziemi, jak i w powietrzu. Często poluje w parach – jeden ptak wypłasza ofiarę, drugi ją chwyta. Na suchych terenach może też chwytać ssaki, gady i płazy.

Wśród typowej diety rarogów górskich znajdują się kawki, pustułeczki, kalandry, pustułki łapane w locie, a z ziemi szczury, młode króliki, jaszczurki i duże owady.

## Okres lęgowy

### Gniazdo
Para rarogów górskich pozostaje sobie wierna całe życie. Gnieździ się w górskich załomach skalnych, często także przejmuje nadrzewne gniazda po innych ptakach. Czasem na bezludnych pustkowiach zakłada gniazdo na ziemi.

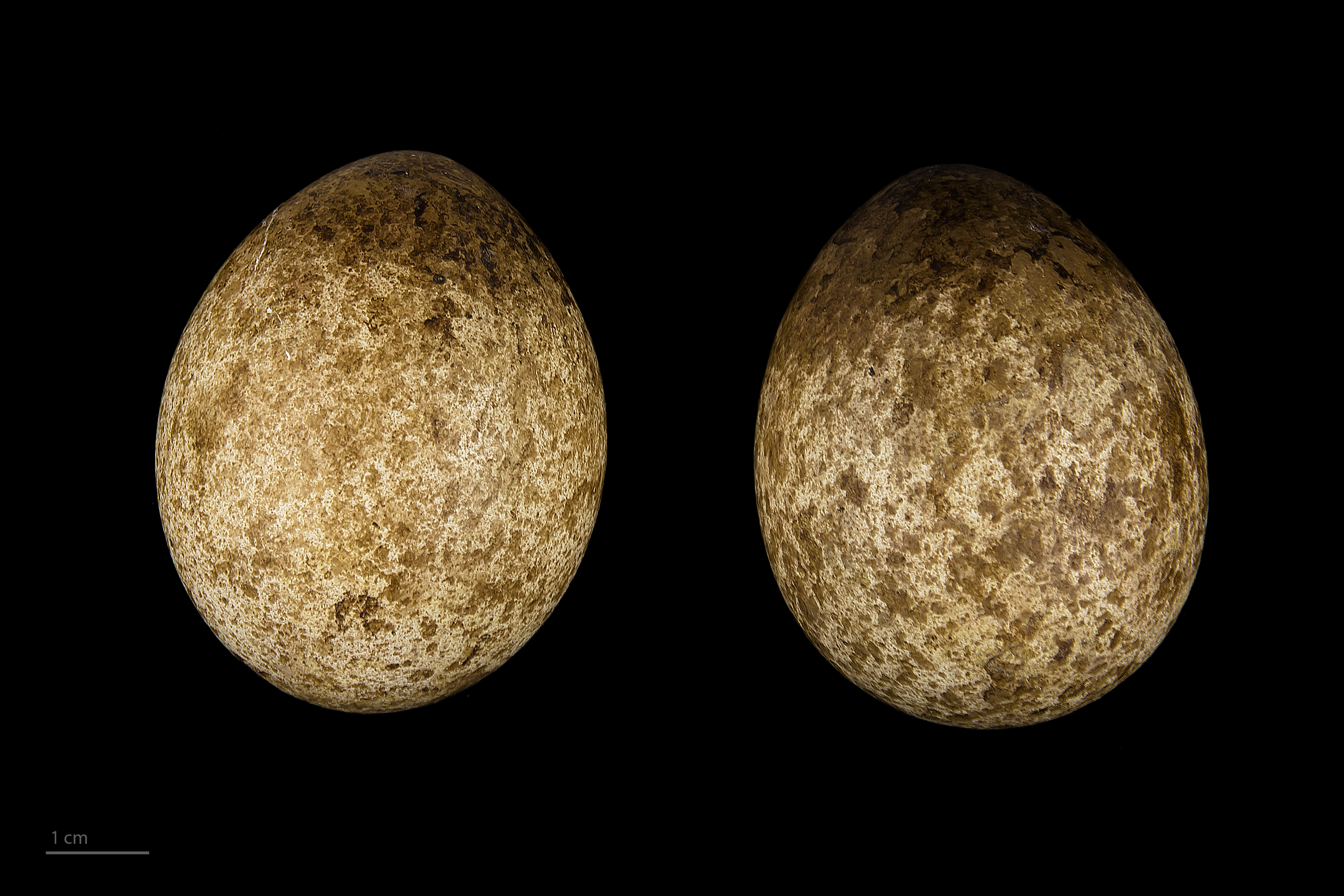
Jaja z kolekcji muzealnej

### Jaja
Składa 3–4 jaja. Przypominają zniesienie sokoła wędrownego, choć mają żółtawe plamkowanie, a nie czerwonobrązowe.

### Wychowywanie młodych
W trakcie wychowywania potomstwa często oboje rodzice polują razem – na zmianę atakują wypłoszone ptaki. Nierzadko sukces łowiecki zależy od skuteczności ich współpracy.

## Status
Międzynarodowa Unia Ochrony Przyrody (IUCN) uznaje raroga górskiego za gatunek najmniejszej troski (LC – Least Concern) nieprzerwanie od 1988 roku. W 2001 roku szacowano, że liczebność światowej populacji mieści się w przedziale 100 001 – 1 000 000 osobników. Globalny trend liczebności populacji uznaje się za spadkowy. W 2021 roku organizacja BirdLife International szacowała, że europejska populacja (wraz z całą Turcją i krajami Kaukazu Południowego) liczy 840–1700 dorosłych osobników.